# L’homme armé

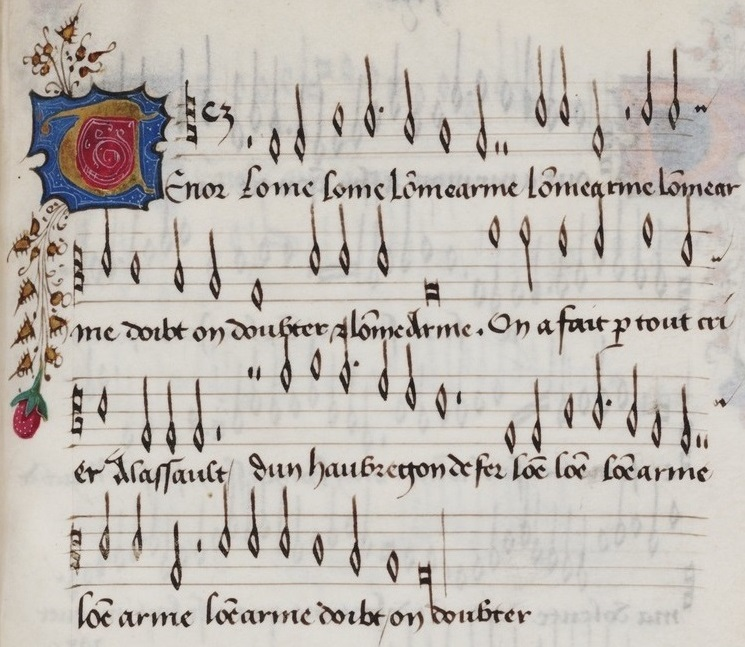
L’homme armé im Mellon Chansonnier, um 1470

L’homme armé (französisch Der Mann in Waffen) ist eine spätestens in der ersten Hälfte des 15. Jahrhunderts entstandene französische Chanson. Sie ist im überlieferten Repertoire der Renaissancemusik diejenige Melodie, die am häufigsten als Cantus firmus polyphoner Kompositionen, vor allem Messvertonungen, gedient hat.
Das Lied folgt keiner traditionellen Balladen- oder Virelai-Form. Der Text aus der Zeit des Hundertjährigen Kriegs und der Eroberung Konstantinopels handelt vom Schrecken vor einem „gewappneten Mann“ und von einem Aufruf zur allgemeinen Bewaffnung. Die Deutung ist umstritten.

## Text und Melodie
Die vermutlich ursprüngliche Form in mixolydischer Tonart (ohne Vorzeichnung):
| « L’homme armé doibt on doubter. On a fait partout crier Que chascun se viengne armer D’un haubregon de fer. L’homme armé doibt on doubter. » – Originaltext | „Den Mann in Waffen muss man fürchten. Überall hat man ausrufen lassen, Dass jeder sich bewaffnen solle Mit einem eisernen Kettenpanzer. Den Mann in Waffen muss man fürchten.“ – Deutsche Übersetzung |

## Überlieferung

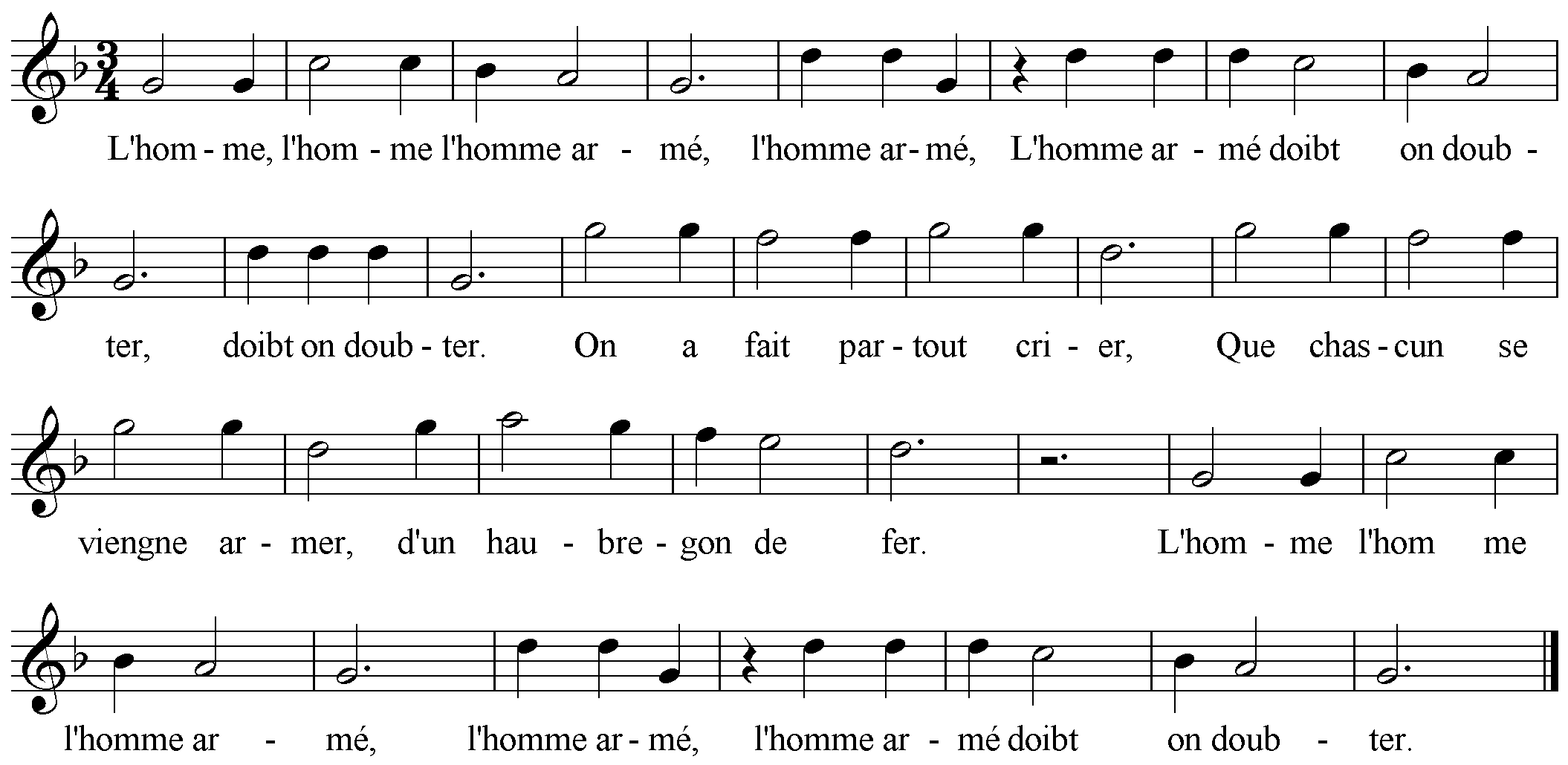
L’homme armé in dorischer Fassung

Diese Chanson ist überliefert in einem in der Nationalbibliothek Neapel aufbewahrten Manuskript mit sechs anonymen Messvertonungen, das im späten 15. Jahrhundert angefertigt wurde. Sie erscheint dort mit dem oben gegebenen, vermutlich originalen Text im Tenor der sechsten Messe. Die frühesten Bearbeitungen der Melodie haben die Finalis G und keine Vorzeichnung; die ursprüngliche Form hätte demnach vermutlich im mixolydischen Modus gestanden. Erst spätere Kompositionen versehen die Melodie mit einer Generalvorzeichnung von einem ♭, so dass ein transponiertes Dorisch entsteht.

## Werk und Wirkungsgeschichte
In der franko-flämischen Vokalmusik erlangte L’homme armé seine größte Bekanntheit in der Kunstmusik. Eine frühe polyphone Chanson-Bearbeitung komponierte Johannes Japart. Nach 1450 wurde die Melodie als weltlicher Cantus firmus in einer kaum zu überblickenden Zahl von Parodiemessen und anderen Vokalwerken der führenden zeitgenössischen Komponisten verarbeitet; sie wurde zum Zeichen der Zugehörigkeit zur franko-flämischen Schule. Das Lied geriet zwar zu Beginn des 16. Jahrhunderts aus der Mode, erschien allerdings noch bis in die Mitte des 17. Jahrhunderts als Thema.
Messen, die meist eine rhythmisch einfache und unverzierte Cantus-firmus-Stimme aufwiesen, schufen nach der ersten nachgewiesenen Verwendung in Guillaume Du Fays vierstimmiger Tenormesse, die zugleich zum ersten Mal eine weltliche Melodie als Vorlage nahm, zahlreiche Komponisten. Überlieferte Werke stammen von Antoine Brumel, Johannes Ockeghem, Josquin Desprez, Guillaume Faugues, Antoine Busnoys, Pierre de la Rue, Matthaeus Pipelare, Pierre Mouton, Jacob Obrecht, Loyset Compère, Johannes Tinctoris, Costanzo Festa und Francisco Guerrero, in der Spätphase auch von Ludwig Senfl. Zwei Messen, die Missa L’homme armé sexti toni sowie die Missa L’homme armé super voces musicales stammen von Josquin Desprez. Außerhalb des franko-flämischen Kreises griffen auch Robert Carver, Cristóbal de Morales und Francisco Guerriero das Sujet auf.
Die letzten bedeutenden Messwerke an der Schwelle zur Barockmusik waren die fünfstimmige (1570) und die vierstimmige Vertonung (1582) durch Giovanni Pierluigi da Palestrina sowie Giacomo Carissimis gegen 1640 vollendete 12-stimmige Missa l’Homme armé. Das Konzil von Trient setzte der Praxis ein Ende; die Kirche hatte die Verwendung weltlicher Cantus firmi seit längerem missbilligt.
In späterer Zeit erschien das Lied noch vereinzelt als musikalisches Thema, u. a. in Johann Nepomuk Davids Orgelwerk Fantasia super L’homme armé (1930), in Peter Maxwell Davies’ L’Homme Armé (1968), in Helmut Eders Konzert op. 50 L’homme armé für Orgel und Orchester und in Karl Jenkins’ The Armed Man: A Mass for Peace (2000). Gianluigi Trovesi hat verschiedene ältere und eigene  Kompositionen zu diesem Thema zu einer Suite zusammengefasst und auf seinen Alben Les hommes armés (1996) und Around Small Fairy Tales (1998) im Jazz- bzw. Crossover-Kontext interpretiert.